# Udavačství

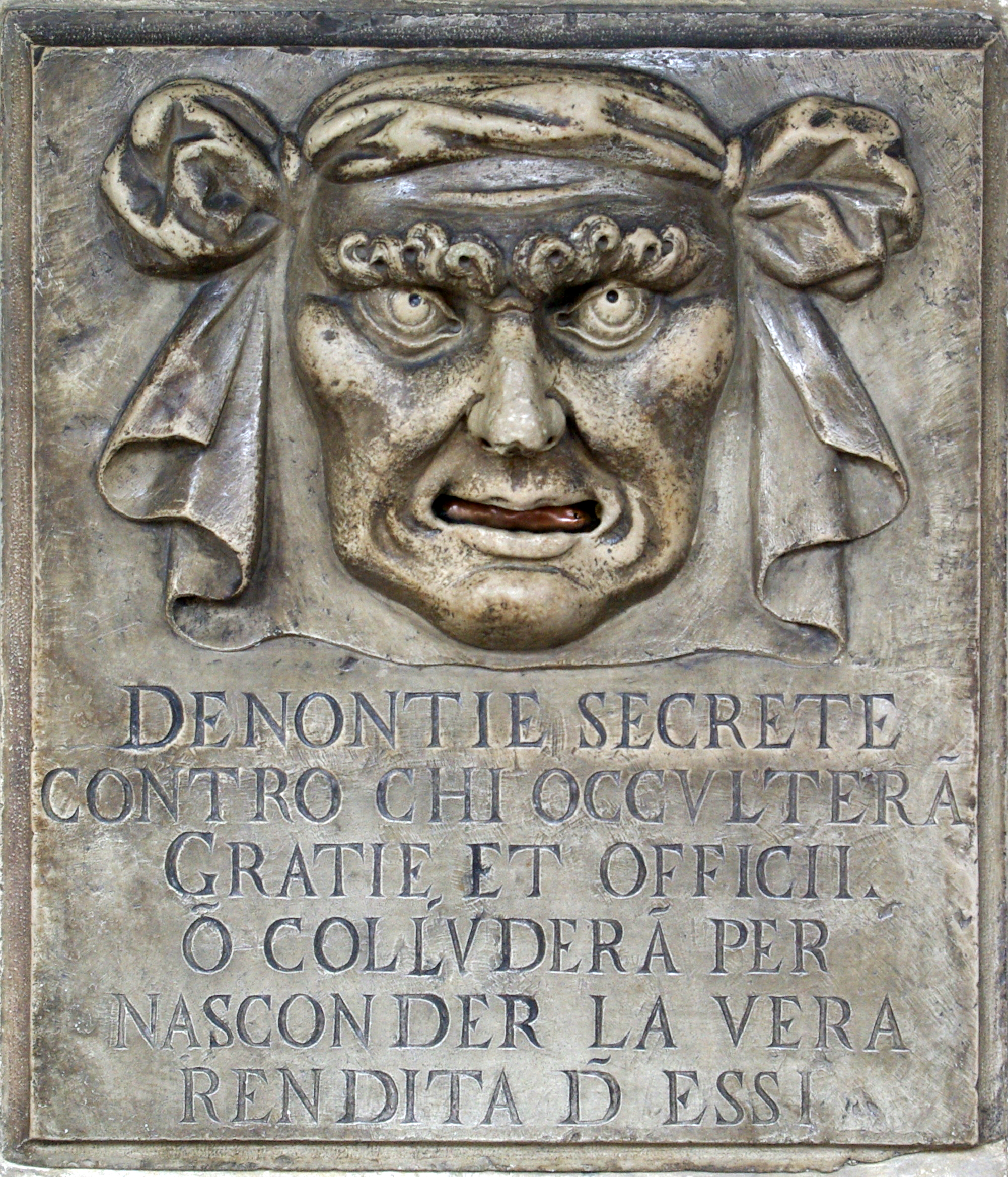
„Lví ústa“ – schránka pro anonymní udání na Dóžecím paláci v italských Benátkách

Udavačství (denunciace) je anonymní či veřejné obvinění (čili udání) osoby nebo skupiny osob, nezřídka z nízkých osobních či politických pohnutek, od kterého si udavač slibuje osobní prospěch a nebo na něm má osobní zájem.[zdroj?] Udavač je obvykle nazýván konfident nebo informátor.
Karel VI. (hlava habsburské monarchie a od roku 1723 český král) vydal dne 25. 12. 1725 tři právní dokumenty proti českým evangelíkům (tzv. kacířům). Kromě trestů smrti, práce na galejích a konfiskace majetku dal veřejně vyhlásit odměny pro udavače ve výši: 100 zlatých za udání kacíře, 200 zlatých tomu, kdo kacíře dopraví k soudu či třetinu zkonfiskovaného zboží formanů rozvážejících zakázané knihy. Zaručuje se za utajení udavačova jména. Pražský arcibiskup Antonín Petr Příchovský z Příchovic poslal do všech krajů jezuity, kteří metodou cukru (peněz či podílu na zkonfiskovaném majetku) a biče (nucené práce aj.) rekatolizovali český národ. 20–25 procent obyvatel ze země uprchlo.
V Čechách a na Moravě má jakékoliv informování vlivem historie režimů, které obyvatelstvo považovalo za nepřátelské (k udávání a kolaboraci s mocí bylo obyvatelstvo i později systémově nuceno bachovským policejním absolutismem i nacistickým a komunistickým režimem), negativní až zesměšňující pověst, což je také příčinou, že všechny výrazy, jimiž se tato činnost dá označit, nesou negativní konotace. Známým konfidentem byl Karel Sabina.
Starší právní nauka užívala pojem „udavač“ („denunciant“) i jako neutrální označení osoby, která podá státnímu orgánu podnět pro zahájení jakéhokoli řízení, které je oprávněn státní orgán zahájit z moci úřední (bez návrhu soukromé osoby), především tedy trestní řízení. V novější době takto působí trestní oznámení.
Udavačství může být motivováno strachem či nenávistí s cílem uškodit. V totalitních režimech se toto jednání označuje jako kolaborace, kdy udavačovi nehrozí postih a je mu slibována odměna. Demagogové označují jako udavačství prosté oznámení s cílem upozornit na nespravedlnost (např. whistleblowing), kdy oznamovateli naopak hrozí šikana ze strany zaměstnavatele či anonymní výhrůžky.